# Ліцей Ширакаці

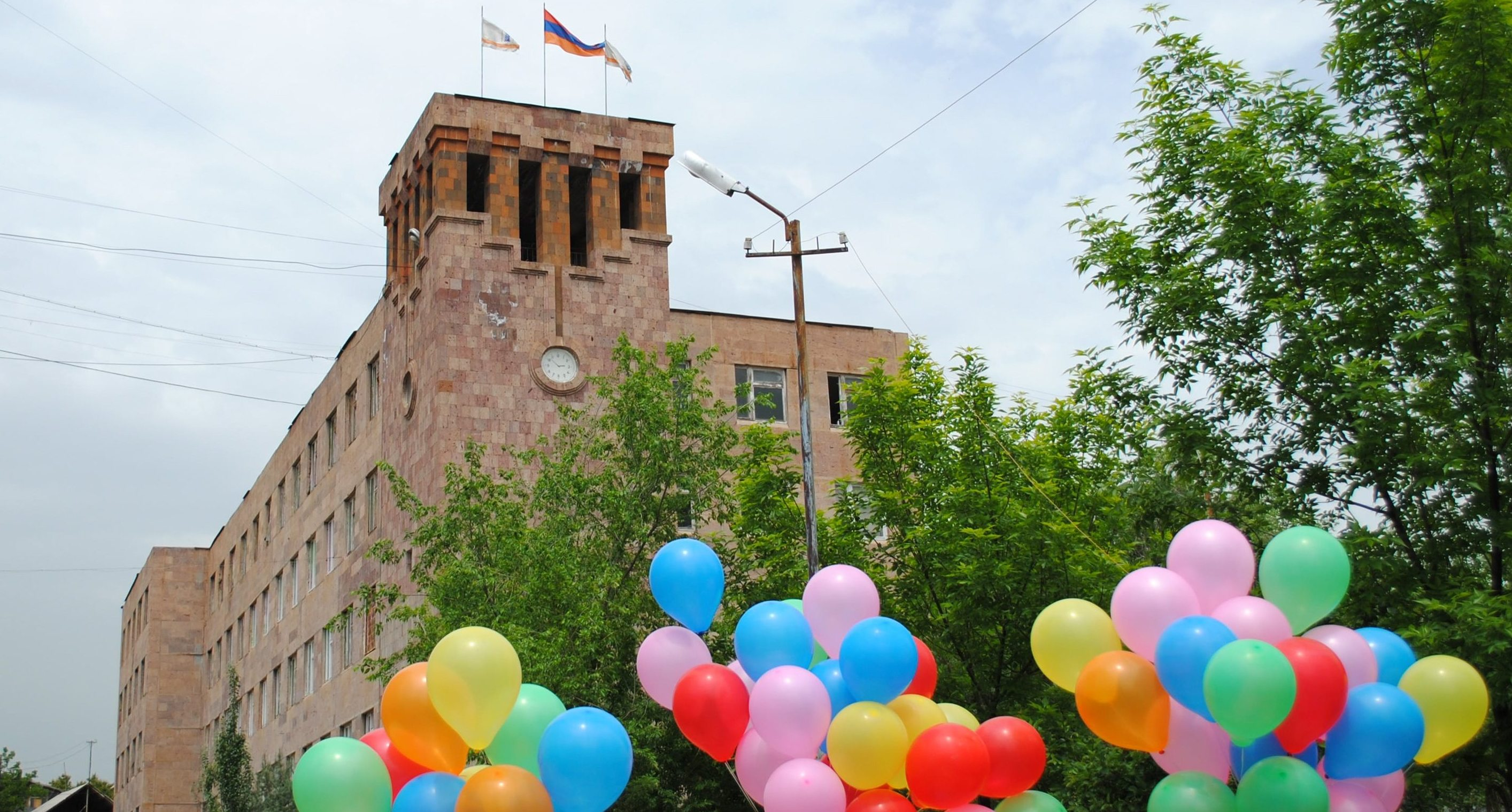
Ліцей ім. Ананія Ширакаці

ЗАТ Міжнародний науково-освітній комплекс «Ліцей ім. Ширакаці» (англ. Shirakatsy Lyceum International Scientific-Educational Complex CJSC, вірм. Շիրակացի ճեմարանի միջազգային գիտակրթական համալիր ՓԲԸ), альтернативна коротка назва Ліцей Ананія Ширакаці (англ. Ananias Shirakatsy Lyceum), вірм. Անանիա Շիրակացու անվան ճեմարան)  — приватний міжнародний ліцей, розташований у районі Нор-Норк м. Єреван. Ліцей носить ім'я вірменського вченого 7 століття Ананія Ширакаці. У ліцеї навчаються більше 900 учнів від дитячого садочка до дванадцятого класу, більшість яких є обдарованими дітьми громадян Вірменії, представників вірменської діаспори та дітьми іноземних громадян, які проживають у Вірменії. 
Ліцей є єдиною у Вірменії школою, програми якої, починаючи від молодших, і закінчуючи старшими класами, охоплені освітніми програмами «International Baccalaureate®». Ліцей є активним учасником руху з підвищення кваліфікації вчителів та учасником робочої групи Інституту інформаційних технологій у освіті ЮНЕСКО/ASPnet. Ліцей також є асоційованим членом Спілки підприємств передових технологій (англ. The Union of Advanced Technology Enterprises (UATE)), до якої входять високотехнологічні та ІТ-компанії, транснаціональні корпорації, організації та установи, що працюють у Вірменії. Ліцей є членом міжнародної освітньої організації «Кругла площа» (англ. Round Square Conference of Schools), у яку об'єдналися школи, що поділяють та реалізують у навчанні та у суспільному житті освітні і виховні принципи Курта Хана.

## Коротка історія
Ліцей Ананія Ширакаці був створений у 1990 році як навчальний заклад для обдарованих дітей, продовжуючи освітянські вірменські традиції виховання і навчання вірменської еліти. Початково у ліцей були лише старші класи.
Наказом міністра освіти і науки Республіки Вірменія у 1997 році статус ліцею було розширено і ліцей реорганізовано у «науково-навчальний комплекс». Новий статус дозволив створити початкові та середні класи, в результаті чого відбір обдарованих дітей розпочався у більш ранньому віці. Районна адміністрація району Нор-Норк надала ліцею будівлю ліквідованого дитячого садка-ясел, яку було капітально відремонтовано, і у якій тепер розташовується початкова школа ліцею. Остаточна реорганізація ліцею завершилася у серпні 2011, коли молодші і середні класи остаточно увійшли у науково-навчальний комплекс «Ліцей Ананія Ширакаці». 
Після реорганізації у науково-освітньому комплексі розпочалися роботи з впровадження трьох освітніх програми «IB World School» (укр. «Світової школи міжнародного бакалаврату»). 21 травня 2013 була акредитована перша програма початкової школи «Primary Years Programme». 25 червня 2014 була успішно завершена акредитація програми для здобуття диплома «Diploma Programme» старших класів ліцею. 3 листопада цього ж року була завершена акредитація програми середніх років «Middle Years Programme».  
У 2015 році на вулиці Комітаса було відкрито дитячий садок.
22 травня 2019 міністр освіти і науки РА Араїк Арутюнян прийняв представників відділення Міжнародного офісу бакалаврату в Африці, Близькому Сході та Європі Ведрана Павлетіч та Джона Ґаліґана. На зустрічі також були присутні представники трьох міжнародних вірменських шкіл, які пропонують своїм учням освітні програми міжнародного бакалаврату — Коледжу «Квантум», UWC Dilijan та Ліцею Ширакаці.

## Освітні програми
Освітні програми охоплюють процес навчання і виховання учнів від 3 до 18 років і включають:
- «IB Primary Years Programme» (укр. Програма ранніх років — програма початкової освіти, орієнтована на учнів молодших класів);
- «IB Middle Years Programme» (укр. Програма середніх років — програма базової середньої освіти, орієнтована на учнів середніх класів);
- «IB Diploma Programme» (укр. Програма для здобуття диплома — програма повної загальної середньої освіти, орієнтована на учнів старших класів).

Дипломи про середню освіту (англ. The IB diploma) надають можливість здобувати вищу освіту та приймаються і визнаються більше, ніж 2 337 університетами у 90 державах світу.
Для учнів, які планують здобувати вищу освіту в навчальних закладах Вірменії, пропонується навчальна програма, складена у відповідності до державних стандартів, та схвалена Міністерством освіти і науки Вірменії. Видача свідоцтв про базову середню освіту та атестатів про повну загальну середню освіту здійснюється із врахуванням підсумкових балів, отриманих за основними програмами міжнародного бакалаврату, та балів із зазначених предметів державної вірменської складової навчального плану.